# Niels Christopher Winther
Niels Christopher Winther (2. juli 1822 i Thorshavn - 24. februar 1892 i Hjørring) var en færøsk jurist, politiker og redaktør.
Winther var yngste søn af snedkermester Niels Christopher Winther; viste tidlig store boglige evner og blev uddannet jurist i København. Han arbejdede som sagfører i Thorshavn fra 1849 til 1856, siden i Hjørring til 1868.
Winther etablerede og redigerede i 1852 det første tidsskrift på Færøerne, Færingetidende. Bladet udkom i ni numre i perioden 13. maj 1852 til 27. juli. Bladet blev stoppet af myndighederne på grund af Winthers utilslørede kritik af monopolhandelen.
Winther var medlem af Lagtinget fra 1852 til 1857, valgt først for Østerø kreds, og siden for Nordre Strømø. Han sad i Folketinget fra 1851 til 1857.